# Roth (Gerolstein)
Roth ist ein Stadtteil und Ortsbezirk der Stadt Gerolstein in der gleichnamigen Verbandsgemeinde im Landkreis Vulkaneifel von Rheinland-Pfalz.

## Geographie
Roth liegt vier Kilometer südwestlich von der Kernstadt Gerolstein, in einer ländlich geprägten Landschaft inmitten von Getreidefeldern und Wiesen. Im Süden der Gemarkung befindet sich der ehemalige Vulkan Rother Kopf (566 m), weiter im Norden, bereits auf dem Gebiet der Nachbargemeinde mit dem Rossbuesch (539 m) ein weiterer ehemaliger Vulkan.
Zum Ortsbezirk Roth gehört auch der Wohnplatz Haus am Busch.
Nachbarorte sind die Gerolsteiner Stadtteile Bewingen im Osten und Müllenborn im Süden, sowie die Ortsgemeinden Kalenborn-Scheuern im Westen und der Hillesheimer Stadtteil Niederbettingen im Nordosten.

## Geschichte
Roth wird erstmals 1136 als Roide in einer Schenkungsurkunde des Bischofs Adalbero III. von Basel genannt, der gleichzeitig auch Abt der Abtei Prüm war. Ende des 15. Jahrhunderts ging Roth in den Besitz der Grafschaft Gerolstein über.
Nach der Inbesitznahme des Linken Rheinufers durch französische Revolutionstruppen gehörte der Ort von 1798 bis 1814 zum Saardepartement. Nach der Niederlage Napoleons kam Roth 1815 aufgrund der auf dem Wiener Kongress getroffenen Vereinbarungen zum Königreich Preußen. Das Dorf war dem Kreis Daun zugeordnet, der 1822 Teil der neu gebildeten Rheinprovinz wurde.
Die heutige Antoniuskirche wurde 1892 errichtet und nach dem Zweiten Weltkrieg erweitert. Bereits zuvor war der Heilige Antonius der Einsiedler Schutzpatron der Gemeinde, wie die erste Erwähnung einer Antoniuskapelle bereit 1505 zeigt.
Nach dem Ersten Weltkrieg gehörte das gesamte Gebiet zum französischen Teil der Alliierten Rheinlandbesetzung. Nach dem Zweiten Weltkrieg wurde Roth innerhalb der französischen Besatzungszone Teil des damals neu gebildeten Landes Rheinland-Pfalz.
Am 1. Dezember 1973 wurde die bis dahin eigenständige Ortsgemeinde Roth mit zu diesem Zeitpunkt 136 Einwohnern nach Gerolstein eingemeindet.

## Politik
Roth ist gemäß Hauptsatzung einer von neun Ortsbezirken der Stadt Gerolstein. Er umfasst das Gebiet der ehemaligen Gemeinde. Der Ortsbezirk wird politisch von einem Ortsbeirat und einem Ortsvorsteher vertreten.
Der Ortsbeirat besteht aus drei Mitgliedern, die bei der Kommunalwahl am 9. Juni 2024 in einer Mehrheitswahl gewählt wurden, und dem ehrenamtlichen Ortsvorsteher als Vorsitzendem.
Gotthard Lenzen ist Ortsvorsteher von Roth. Da bei der Direktwahl am 26. Mai 2019 kein Wahlvorschlag eingereicht wurde, oblag die Wahl dem Ortsbeirat, der Lenzen am 31. Juli 2019 einstimmig für weitere fünf Jahre in seinem Amt bestätigte. Da auch für die Direktwahl am 9. Juni 2024 wieder kein Wahlvorschlag eingereicht wurde, obliegt die Wahl des Ortsvorstehers erneut dem neu gewählten Ortsbeirat, dessen Konstituierende Sitzung am 6. August 2024 stattfand.

## Kultur und Sehenswürdigkeiten

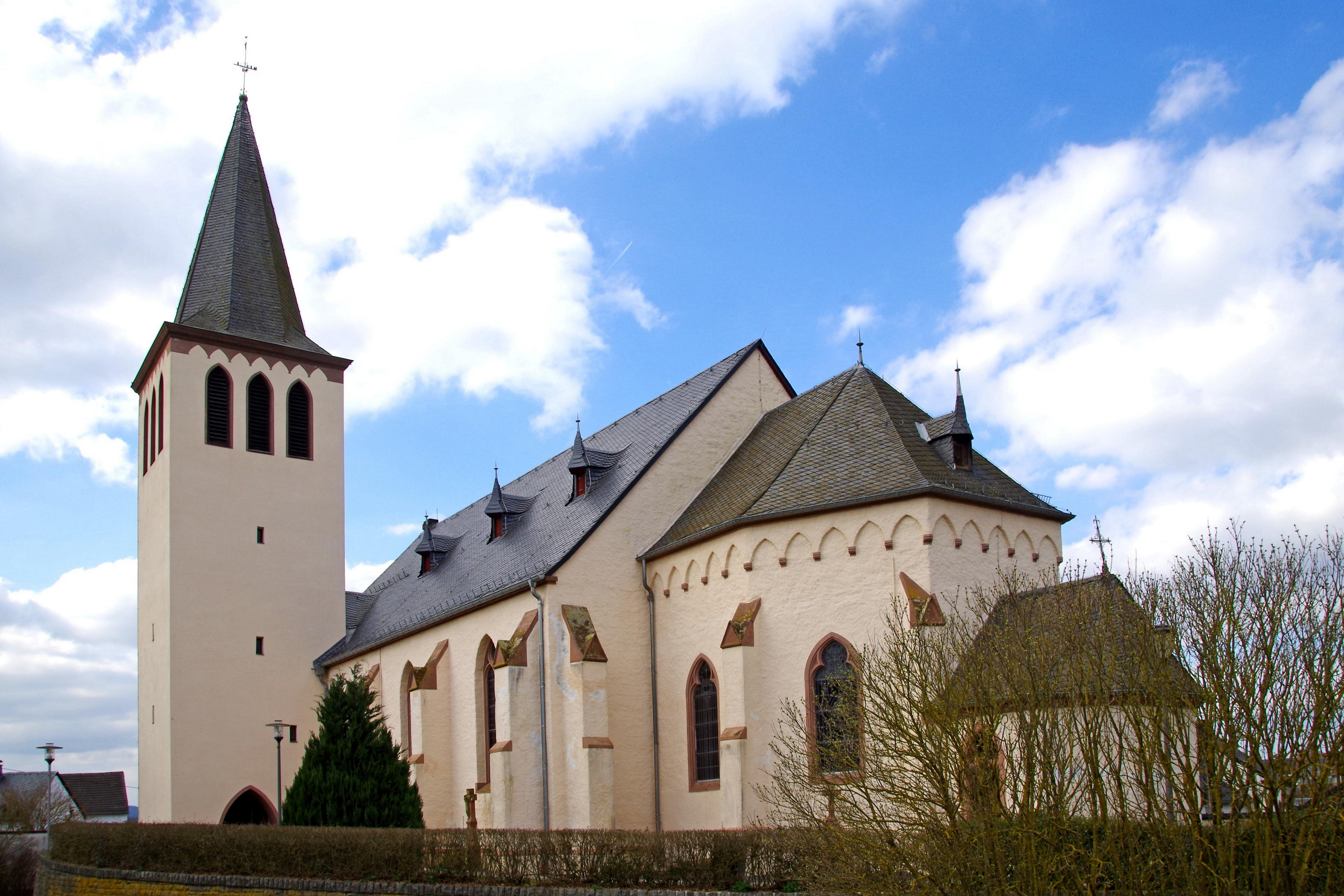
St. Antonius (2020)

In der Denkmalliste des Landes Rheinland-Pfalz (Stand: 2021) werden folgende Kulturdenkmäler genannt:
- Katholische Pfarrkirche St. Antonius, neugotischer Saalbau (1892)
- Ehemaliger Pfarrhof, Basaltsteinbau (wohl 2. Hälfte des 19. Jahrhunderts)
- Quereinhaus (bezeichnet 1774)
- Wegekreuz (wohl 1. Hälfte des 19. Jahrhunderts)

In den Buchenwäldern auf der nordwestlichen Seite des Rother Kopfes sind die Mühlstein- und Eishöhlen zu finden, die vom früheren Abbau von Lavagestein zeugen, das als Mühlstein oder Baumaterial Verwendung fand.

## Wirtschaft und Infrastruktur
Roth liegt an der Kreisstraße 33 (K 33), die von Gerolstein nach Kalenborn-Scheuern führt. Im Ort zweigt die K 48 nach Müllenborn ab.